# سادن لایتس
سادن لایتس (به انگلیسی: Sudden Lights) گروه موسیقی اهل لتونی است.
آن‌ها نماینده لتونی در یوروویژن ۲۰۲۳ بودند.